# Староарзаматово
Староарзама́тово (рос. Староарзаматово, башк. Иҫке Арзамат) — присілок у складі Мішкинського району Башкортостану, Росія. Входить до складу Староарзаматовської сільської ради.
Населення — 570 осіб (2010; 559 у 2002).
Національний склад:
- марійці — 98 %